# 梁山泊地名之争
梁山泊地名之争是2006年至2009年山东省梁山县风景名胜区管理委员会和梁山县旅游总公司与山东省东平县梁山泊旅游开发有限公司之间发生的关于“梁山泊”地名权的争执事件。前者将后者告上法庭，经过两次审判，最终以梁山县胜诉而告终。

## 背景

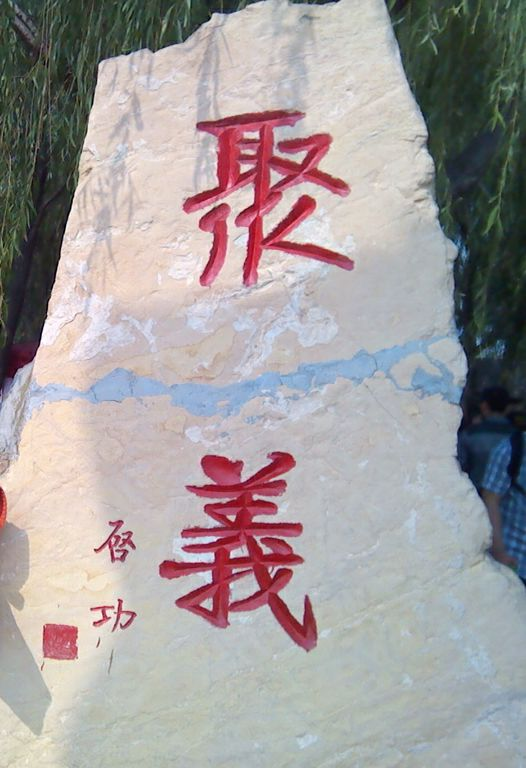
土山岛改名聚义岛

山东省东平县、梁山县地处鲁西南，在全省范围内经济相较落后。两县都是水浒故事的发生地，因此均把「水浒旅游」作为旅游开发重点，在水浒游上互相竞争，这为之后两县的摩擦埋下伏笔。
东平县西部的东平湖为山东省第二大湖，被认为是梁山泊遗存水域。原本东平湖西为梁山县、东为东平县，东平湖由梁山县、东平县共同管理。1985年12月，为了管理方便，梁山县东平湖附近的一镇八乡被划归予东平县，东平湖由东平县统一管理。这使得梁山县陷入了水泊梁山“有山无水”的尴尬局面。
2001年初，东平县将东平湖湖心的土山岛改称聚义岛并进行开发。
2001年9月，阳谷、郓城、梁山、东平4县开会共议水浒游共同开发，但由于合作松散未取得实际效果。

## 过程

### 改名风波
2004年山东日升环保科技股份有限公司负责人，受东平县政府邀请到东平湖考察，随后与东平县政府进行洽谈，决定对东平湖旅游资源进行开发。
2004年4月28日山东日升环保科技股份有限公司注册成立了“山东梁山泊旅游开发有限公司”，并注册“梁山泊”旅游项目的相关商标。
2006年4月26日，梁山泊旅游开发有限公司买断了以腊山国家森林公园为核心的“前梁山”（腊山、昆山、金山、六工山、卧牛山）的四十年全部经营、管理及开发权，拉开了76平方公里水浒文化旅游景区大规模开发的序幕。
2006年6月，梁山泊旅游开发有限公司在其门票、广告、旅游标识牌中将腊山、六工山、东平湖分别改称“前梁山”、“北梁山”和“梁山泊”。随后，梁山县政府出台《梁山县政府关于立即制止山东梁山泊旅游开发有限公司侵占我县地名权不法行为的请示》，要求停止名称侵权行为。并声称会用法律武器来维权。
2006年9月中旬，梁山县旅游局和东平县旅游局联系，希望对方责令梁山泊旅游开发有限公司停止使用“梁山”、“梁山泊”等宣传词语。东平县旅游局以“政府不宜干预企业的经营行为”为由，拒绝了此要求。
2006年10月9日，山东省民政厅向泰安市民政局下发“意见”。意见认为：“山东省东平县梁山泊旅游开发有限公司在广告宣传涉及地名时，使用了‘前梁山’、‘北梁山’等未经政府批准的非标准地名，因此必须予以纠正。”

### 对簿公堂
2006年10月底，梁山县旅游总公司和梁山县风景名胜区管理委员会作为共同原告，将山东省东平县梁山泊旅游开发有限公司及济宁市任城旅行社以不正当竞争和虚假宣传为诉由告上济宁市中级人民法院，并索要150万元的赔偿。
11月，山东梁山泊旅游开发公司提出管辖权异议。
12月11日，济宁市中级人民法院下达裁定书，驳回了山东梁山泊旅游开发有限公司提出的管辖权异议。
2007年7月，济宁市中级人民法院作出一审判决，被告梁山泊旅游开发有限公司败诉。要求其立即停止使用“梁山”，「梁山泊」等字样，并向原告赔偿50万。
8月，梁山泊旅游开发公司不服，提起上诉。
2008年12月15日，山东省高级人民法院对此案进行终审宣判，宣布维持原判。
2009年5月19日，梁山风景名胜区管理委员会、梁山县旅游总公司收到了省高级法院的判决书。这场持续三年的地名拉锯战最终尘埃落定。

## 后续
此后不久，梁山泊旅游开发有限公司注销，东平县与梁山县之间的争议不复存在。2010年，包括东平县和梁山县在内的水浒故事沿线县市联合为水浒故事申遗。2014年5月26日，梁山泊平原水库建成，改变了梁山“有山无水”的局面。之后，梁山县在地图上直接将梁山泊平原水库改称梁山泊。目前，梁山县水泊梁山景区和东平县东平湖风景区都在争创5A级景区。双方在旅游资源上的竞争局面还将继续。